# Села (Сежана)
Села (словен. Sela) — поселення в общині Сежана, Регіон Обално-крашка, Словенія. Висота над рівнем моря: 415,3 м.